# Araeopteron poliphae
Araeopteron poliphae là một loài bướm đêm trong họ Erebidae.